# Trancelation
Trancelation is een van de zeven muziekalbums van Richard Wahnfried, een pseudoniem van Klaus Schulze. De muziek van Schulze wordt ingedeeld bij de Berlijnse School voor elektronische muziek. Voor muziek die daar te veel van afweek gebruikte hij een schuilnaam. Schulze probeerde in die jaren nieuwe stromingen binnen de  elektronische muziek te integreren in zijn gangbare stijl. Op dit album is dan een ook een mengeling te horen van techno, trance, ambient en chilloutmuziek te horen. Het was achteraf gezien de omgekeerde wereld omdat opkomende musici in bijvoorbeeld techno juist de muziek van Schulze als basis namen voor die nieuwe stromingen. Het album werd opgenomen in Schulze eigen geluidsstudio Moldau Musik in Hambühren; het is dan oktober 1993. Het album verscheen in 994 op het platenlabel ZYX Music; een heruitgave volgde in 2019 op Schulze eigen label Made in Germany (MIG).

## Musici
- Klaus Schulze – toetsinstrumenten (witte toetsen)
- U.W. Überschall (Uwe Kinast)– toetsinstrumenten (zwarte toetsen); Uwe Kinast was/is specialist in samples en loops
- Georg Stettner – modulatie en pitch bend, normaliter geluidstechnicus
- Marian Gold – zang, (Duel), uit Alphaville
- Michael Bölter – gitaar (Mental atmosphere)
- Mark Figge – saxofoon (Future World 2)
- Hanz Marathon – gitaar (Future World 2)

## Muziek
Alle muziek geschreven door Klaus Schulze, Kinast en Stettner

| Nr. | Titel                          | Duur  |
| --- | ------------------------------ | ----- |
| 1.  | Intrance                       | 4:49  |
| 2.  | Future world                   | 5:55  |
| 3.  | I like to do something for you | 4:22  |
| 4.  | Crazy about                    | 4:12  |
| 5.  | Abyss                          | 8:22  |
| 6.  | Mental atmosphere              | 5:03  |
| 7.  | Wahnfried’s dream              | 4:05  |
| 8.  | Future world 2                 | 12:14 |
| 9.  | Transistor radio               | 4:53  |
| 10. | Duel                           | 3:51  |
| 11. | Oriental 1                     | 5:41  |
| 12. | Oriental 2                     | 6:19  |
| 13. | The end - someday              | 4:12  |